# Принцесса де Монпансье (новелла)
«Принцесса де Монпансье» (фр. Lа Princesse de Montpensier) — новелла французской писательницы госпожи де Лафайет, впервые опубликованная в 1662 году (без указания автора). Считается одним из лучших её произведений, повлиявшим на развитие психологической прозы в XIX веке.

## Сюжет
Действие новеллы происходит во Франции во второй половине XVI века, в эпоху гугенотских войн. Главная героиня — аристократка из анжуйской ветви Валуа (её прототипом стала Рене д’Анжу), которую против её воли выдают за принца крови. В принцессу влюбляются сразу четверо аристократов, включая наследника престола герцога Анжуйского и герцога де Гиза.

## Восприятие и значение
Автор новеллы сосредотачивается на психологии своих персонажей, не интересуясь реалиями эпохи. Исторические события получают здесь произвольные толкования (так, вражда герцога де Гиза и будущего Генриха III объясняется любовным соперничеством), так что литературоведы не относят «Принцессу де Монпансье» к жанру исторической новеллы. Отдельные сцены и ситуации считаются «блестяще разработанными с психологической точки зрения».
Развязка «Принцессы де Монпансье» явно нетипична для литературы XVII века. Существует мнение, что здесь проявилось влияние янсенизма.
Бертран Тавернье в 2010 году снял по мотивам новеллы одноимённый фильм.